# Giác cung (Triều Tiên)
Giác cung (tiếng Hàn Quốc: 각궁, Gak-gung hanja: 角弓), nghĩa là "cung được làm từ sừng", là một loại cung phức hợp đặc trưng của Triều Tiên.

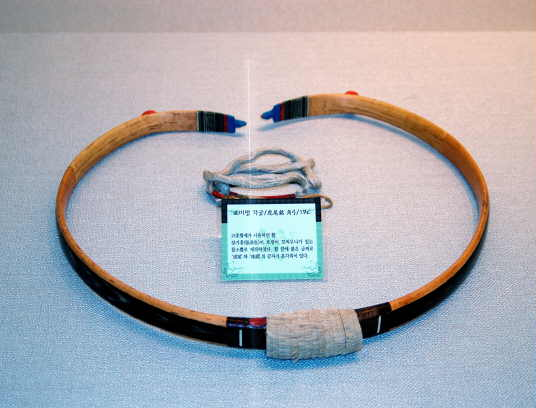
Cây cung truyền thống của Triều Tiên.

## Thành phần
Tương tự như các cung phức hợp khác, giác cung của Triều Tiên được chế tạo từ gỗ hoặc tre và kết hợp với sừng và gân đông vật cùng số loại vật liệu khác. Hiện nay giác cung làm bởi các nghệ nhân truyền thống sử dụng tre, sừng trâu nước, gân và gỗ đàn. Tuy nhiên, theo các tài liệu cổ Trung Quốc như Tam quốc chí thì gỗ đàn mới là thành phần chính của cung:
樂浪檀弓出其地
Dịch: Lạc Lãng đàn cung xuất kì địa nghĩa là cây cung làm từ gỗ đàn của quận Lạc Lãng được làm từ nơi đây.

## Ghi chép lịch sử
Trong suốt một thời gian rất dài, giác cung được xem là loại cung tốt nhất trong khu vực Đông Á. Chất lượng của nó được ghi lại phổ biến trong nhị thập tứ sử từ Tam quốc chí, Hậu Hán thư cho đến Lương thư. Từ đầu thế kỉ thứ nhất, người Hán đã dùng chữ "di" "夷" hay Đông Di để nói về các bộ tộc sống ở khu vực Mãn Châu, bán đảo Triều Tiên và phía Nam nước Nga. Trong tác phẩm "Sở văn", Hứa Thận đã giải thích rằng:
夸从大从弓，東方之人
| “ | Khoa tòng đại tòng cung, Đông Phương chi nhân | ” |

Nghĩa là: chữ đại đi với chữ cung dùng để chỉ người sống ở phía Đông (Trung Quốc) vì những người này thường dùng đại cung(cung lớn).
Tam quốc chí ghi lại tới 4 cây cung tốt được sử dụng ở khu vực bán đảo Triều Tiên:
句麗作國，依大水而居，西安平縣北有小水，南流入海，句麗別種依小水作國，因名之爲小水貊，出好弓，所謂貊弓是也
| “ | Người Câu Ly dựng nước dựa vào sông lớn để định cư. Ở phía Bắc huyện Tây An Bình(Nam quận Huyền Thổ) cũng có sông nhỏ, phía Nam đổ ra biển; ở đây có một chủng người Câu Ly khác dựa vào để dựng nước nên có tên gọi là người "Tiểu thủy Mạch", họ chế ra cung tốt, xứng với tên gọi Mạch cung của nó | ” |

挹婁在夫餘東北千餘里，濱大海，南與北沃沮接，未知其北所極。其土地多山險。其人形似夫餘，言語不與夫餘、句麗同...其弓長四尺，力如弩，矢用楛，長尺八寸，青石爲鏃，古之肅慎氏之國也。善射，射人皆入（因）。矢施毒，人中皆死
| “ | Nước Ấp Lâu ở phía Đông Bắc của nước Phù Dư cách hơn nghìn dặm(khoảng 414 km), giáp biển, Nam tiếp phía Bắc của Ốc Trở, thuở xưa người ta cho rằng đây là cực Bắc của mặt đất. Đất có nhiều ngọn núi hiểm trở. Dân ở đây hình dáng giống người Phù Dư nhưng ngôn ngữ không giống với người Phù Dư và người Câu Ly...Cây cung của họ dài 4 thước(92 cm),bắn mạnh như nỏ, tên tẩm độc dài 1 thước 8 phân(48 cm), dùng đá xanh làm đầu tên, giống như người Túc Thận thời cổ. Nước giỏi bắn cung, bắn tên thường cắm sâu vào người. Mũi tên tẩm độc, người trúng chết ngay tức khắc | ” |

濊南與辰韓，北與高句麗、沃沮接...作矛長三丈，或數人共持之，能步戰。樂浪檀弓出其地
| “ | Nước Uế phía Nam tiếp Thần Hàn, Bắc tiếp Cao Câu Ly và Ốc Trở...Họ làm ra cây mâu chiến dài 3 trượng(6,93 m)cần vài người cầm, hay chiến đấu trên bộ. Cung đàn Lạc Lãng được làm từ nơi đây | ” |

Khi nhắc đến vũ khí, người Trung Hoa xưa thường quan niệm tiêu chuẩn của vũ khí tốt là: đại đao (đao to), cường nỗ (nỏ mạnh), cường cung (cung khỏe), trường mâu (giáo, mâu dài). Đoạn này Trần Thọ cho rằng người Uế có những vũ khí tốt theo tiêu chuẩn thời xưa.
Giác cung hiện nay có thể đưa những mũi tên đi 350 m, với đích tập luyện bình thường cách 145 m, mục tiêu cao 2,67 m và rộng 2 m.